# Панамская фотокорина
Панамская фотокорина (лат. Photocorynus spiniceps) — вид лучепёрых рыб из монотипического рода Photocorynus семейства линофриновых.

## Описание
Присутствует выраженный половой диморфизм. В то время как самки достигают длины от 5 до 6,9 см, карликовые самцы достигают в длину от 6 до 9 мм.

### Самка
У самок округлое тело с очень большой, широкой головой. Кости черепа имеют шиповидные отростки. Добыванию пищи служат мелкие, но многочисленные клыки и приманка в виде удочки или фонаря. Он образован относительно коротким первым лучом спинных плавников, который размещён на голове и снабжён светящимся органом. При помощи биолюминесцентных бактерий добыча привлекается в темноте на глубине моря.

### Самец
Половозрелый самец достигает длины от 6,2 до 7,3 мм. Были найдены также свободно живущие самцы длиной 9,3 мм. У них огромные глаза, а также органы обоняния в области носа, с помощью которых они могут воспринимать химические вещества. После фазы личинки с помощью этих органов они начинают поиски самок. Как только они находят её, они прикрепляются к ней в подходящем месте своими острыми зубами. Ткани партнёров, а также кровеносные сосуды срастаются. Питание самца происходит через кровь самки. С этого момента самец паразитирует на самке. Это явление получило название полового паразитизма. Самец производит с помощью гонад, занимающих почти всё его тело, сперматозоиды, служащие для оплодотворения отложенных самкой в воду икринок.

## Распространение
Вид распространён, прежде всего, в тропических и субтропических водах западной Атлантики, обитает, однако, на этой географической широте также в западной и восточной частях Тихого океана. Он живёт в глубоководной зоне моря ниже отметки 1000 м, куда не попадает солнечный свет.

## Образ жизни
Как и другие удильщики, панамская фотокорина привлекает добычу с помощью биолюминесценции. Половозрелые самки терпеливо ожидают неподвижно на морском дне, пока потенциальная добыча не будет привлечена светящейся приманкой - фотофором. Добычей являются часто другие глубоководные рыбы. Благодаря подвижной челюсти добыча заглатывается целиком. Желудок самок способен растягиваться, как у живоглотов, благодаря чему они способны заглатывать добычу, превосходящую их по своим размерам.

## Открытие
Экземпляр, поднятый со дна Чарльзом Тейтом Реганом для научного описания, был пойман в рамках экспедиции датского морского биолога Йохана Шмидта на исследовательском судне «Дана» в 1920—1922 годах в Панамском заливе на глубине 1250 м. Хотя пойманная самка длиной в 62 мм ещё не была половозрелой, самец длиной почти 1 см уже прикрепился к её голове.